# Подводные лодки типа XXI
Подводные лодки типа XXI — серия немецких дизель-электрических подводных лодок времён Второй мировой войны. 
Революционная для своего времени модель, оказавшая влияние на всё послевоенное подводное судостроение.
В период с 1943 по 1945 г. на верфях Blohm & Voss в Гамбурге, AG Weser в Бремене и F. Schichau в Данциге в процессе постройки находилось 118 лодок данного типа. В боевых действиях приняли участие только две.

## История создания
С 1941 года подводные лодки стали главной ударной силой германского флота. Перечень побед немецких подводников весьма впечатляет, однако меры, принятые союзниками в ходе битвы за Атлантику, стали приводить к большим потерям немецких субмарин. Так, в феврале 1943 года погибло 19 подводных лодок, в мае того же года погибла сразу 41 подводная лодка, после чего немцы были вынуждены вернуть свои лодки на базы. Разумеется, сразу встал вопрос об изменении конструкции субмарин и тактики их применения. Существующие в то время конструкции подводных лодок были скорее ныряющими, чем подводными, и были уязвимы для атак авиации и кораблей ПЛО. Уже в апреле 1943 года гросс-адмирал Карл Дёниц в беседе с министром вооружения Альбертом Шпеером заявил, «…если мы не усовершенствуем конструкцию подводных лодок, то будем вынуждены практически прекратить подводную войну». Помимо усовершенствования существующих типов подводных лодок, немцы разработали несколько типов с принципиально новыми двигателями. Речь идет о двигателе Вальтера, установленном на опытных лодках XVII серии. Эти лодки показали рекордную для того время подводную скорость, но были крайне неэкономичными и имели ограниченную дальность плавания. Поэтому было решено на основе типа XVIII с двигателем Вальтера создать «электролодки», разместив в нижней части прочного корпуса, выполненного в виде вертикальной «восьмёрки», вместо большого запаса перекиси водорода увеличенные аккумуляторные батареи. Проект лодки XXI серии под рабочим наименованием «Elektroboot» разрабатывал профессор Ольфкен (Olfken), работавший в конструкторском бюро фирмы «Gluckauf». Лодка имела габариты и водоизмещение, сходное с океанскими лодками IX серии, но гораздо лучшие тактико-технические характеристики.

## История строительства
Командование кригсмарине, исходя из возможностей промышленности, предложило программу строительства, согласно которой к августу 1945 года в строй вводилось бы не менее 12 лодок ежемесячно. Гросс-адмирал Дёниц сделал официальное представление министру вооружений Шпееру с требованием ускорить сроки строительства нового подводного флота. После подробного анализа ситуации Шпеер назначил ответственным за постройку лодок XXI серии Отто Меркера, автомобильного промышленника, ранее зарекомендовавшего себя как разработчика пожарных автомобилей.
5 июля 1943 года Меркер предложил новую программу строительства. Вместо строительства лодки от начала и до конца на верфи предлагалось строить лодку по секциям вместе со всем оборудованием на различных заводах внутри страны, а затем окончательно собирать на стапеле. Согласно расчетам, каждая лодка должна была находиться на стапеле не более месяца, а ежемесячный выпуск составлял бы 33 лодки. Уже во время опытно-конструкторских работ промышленникам раздавались заказы.
Постоянные бомбежки вызывали сбои в поставках. Поспешность в изготовлении секций корпуса вела к нестыковкам при сборке. В итоге, вместо запланированных 18 лодок в июле 1944 года спустили на воду только одну, но и её пришлось вернуть на верфь для доработки. Тем не менее, в 1944 году были спущены на воду и испытаны 6 лодок. 
В марте 1945 года вошла в строй U-2516, за которой должны были последовать ещё 330 лодок, находившихся в разной степени готовности (многие проходили приемку или осваивались экипажами). Но весной 1945 года состоялся массированный налет на Гамбург союзнической авиации, в ходе которого было уничтожено большое количество субмарин в доках. В итоге, в апреле 1945 года только две лодки U-2511 и U-3008 смогли выйти в боевой поход.

## Описание конструкции
Прочный корпус подводных лодок типа XXI разделялся на семь отсеков. Нумерация в немецком флоте начиналась с кормы:
- Кормовой отсек: гидроцилиндры приводов рулей, баллоны воздуха высокого давления и корабельная мастерская.
- Электромоторный отсек: основные электродвигатели, двигатели подкрадывания и щиты управления.
- Дизельный отсек: дизельные двигатели, редукторы, крупногабаритные запоры шнорхеля и выхлопных трубопроводов.
- Кормовой аккумуляторный отсек: жилые и бытовые помещения экипажа в верхней части, аккумуляторные ямы в нижней.
- Пятый отсек: центральный пост и выдвижные устройства в верхней части, судовые устройства, баллоны высокого давления и заместительные цистерны в нижней.
- Носовой аккумуляторный отсек: жилые и бытовые помещения экипажа в верхней части, аккумуляторные ямы в нижней.
- Носовой отсек: торпедные аппараты, запас торпед.

### Корпус
Подводные лодки типа XXI имели полуторакорпусную конструкцию. Прочный корпус лодок имел сложную форму. 1-й, 2-й и 3-й (нумерация с хвоста) отсеки имели цилиндроконическую форму, тогда как отсеки с 4-го по 6-й, занимавшие 40 % длины прочного корпуса, имели в сечении форму, близкую к цифре «8» — с круглой верхней частью и полукруглой нижней. Помимо этого, верхняя часть этих отсеков дополнительно разделялась на две палубы. Отсеков-убежищ, в отличие от более ранних серий подлодок, тип XXI не имел. Шпангоуты находились не внутри, а снаружи прочного корпуса, что более рационально позволило использовать внутреннее пространство. Сборка прочного корпуса осуществлялась полностью при помощи сварки, толщина его деталей, изготавливавшихся из стали марки St52KM с пределом текучести 3400 кг/см², достигала 26 мм. Предельная глубина погружения достигала 220 м, в том числе достигнутая на испытаниях — 200 м, расчётная разрушающая глубина составляла 330 м, с коэффициентами запаса прочности для предельной и разрушающей глубин, соответственно 1,5 и 2,5.
Форма лёгкого корпуса лодок типа XXI была создана с расчётом на минимизацию подводного сопротивления при сохранении хорошей надводной мореходности, для этого ему была придана максимально обтекаемая форма, а число его выступающих частей было минимизировано. Значительно более обтекаемая форма, по сравнению с более ранними подлодками, была придана и ограждению рубки.

### Силовая установка

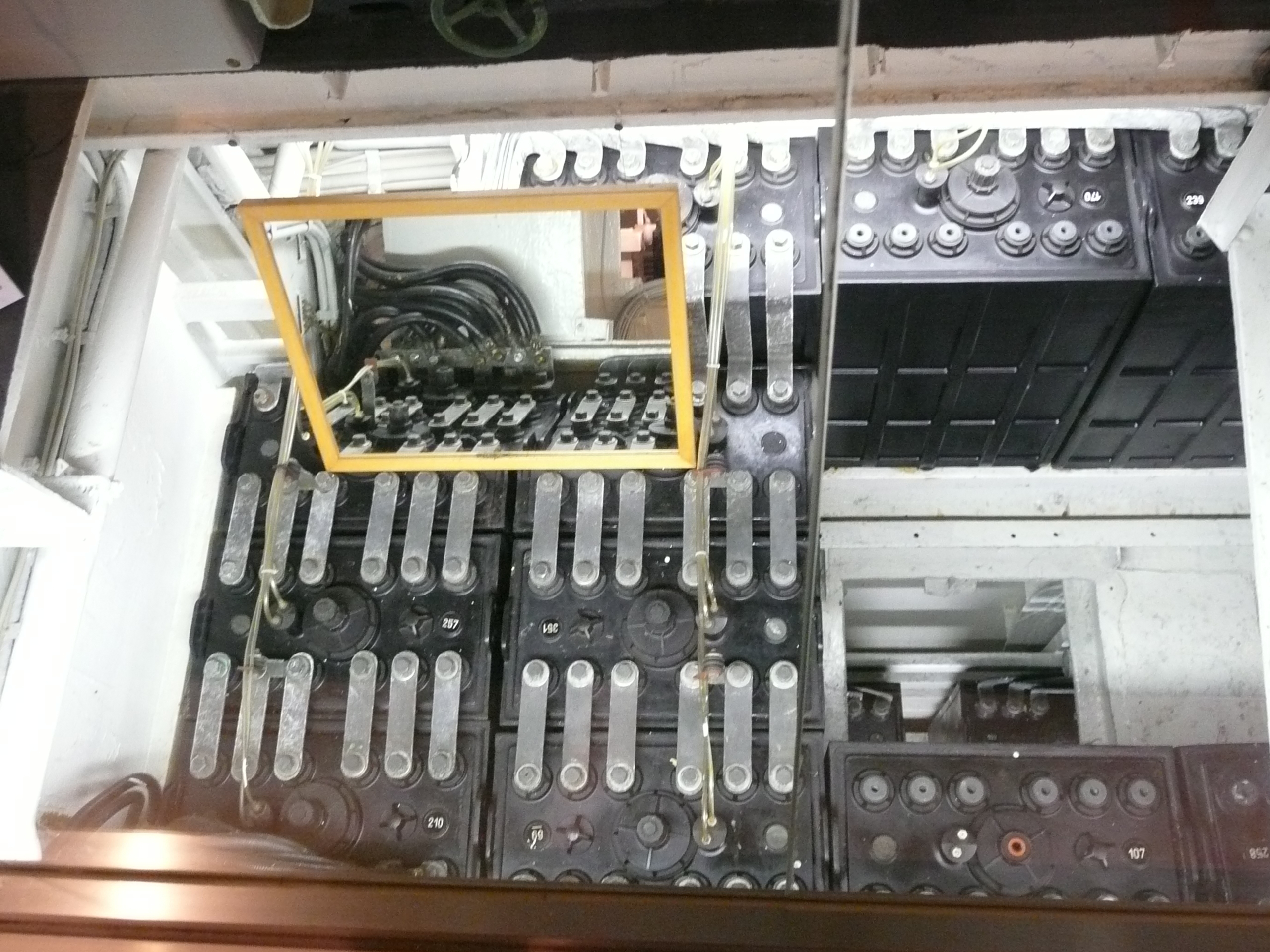
Аккумуляторная яма на музейной U-2540

Подводные лодки типа XXI относились к дизель-электрическим. В состав их силовой установки входили два рядных 6-цилиндровых четырёхтактных дизельных двигателя модели M6V 40/46, производства фирмы MAN, каждый мощностью в 2000 л. с. при 520 об/мин. Двигатели оборудовались выдвижным шнорхелем с радиопоглощающим покрытием надводной части.
Два главных электродвигателя — модели GU 365/30, каждый мощностью в 2500 л. с. при 1675 об/мин. Это в пять раз больше мощности электродвигателей аналогичных по водоизмещению лодок IX серии. Для уменьшения массы и размеров главных электродвигателей напряжение питания повысили до 360 вольт за счет последовательного соединения трех групп аккумуляторов. Вес каждого двигателя составлял 10,33 тонны, длина около 3 метров, а диаметр 1,3 метра.  Помимо них, на лодках имелись два электродвигателя подкрадывания, модели CV 323/28, развивавшие мощность в 113 л. с. при 350 об/мин каждый и присоединённые к гребным валам через клиноременную передачу. На двигателях подкрадывания при 6-узловом ходе лодка могла двигаться 48 часов. До скорости в 6 узлов лодка под двигателями подкрадывания фактически не производила шумов, уловимых гидроакустической аппаратурой того времени. После войны на сравнительных испытаниях лодки XXI серии при 6-узловом ходе  на двигателях подкрадывания показали такой же уровень шума, как американские лодки при скорости  2 узла. Аккумуляторные батареи лодок состояли из шести групп по 62 элемента типа 44-MAL 740 в каждой, общая их масса составляла 225 тонн, ёмкость 33 900 ампер-часов. Аккумуляторные батареи занимали около трети прочного корпуса и располагались в два яруса.

### Обитаемость
Штатный экипаж подводной лодки типа XXI состоял из 58 человек: 6 офицеров, 19 старшин и 33 матросов. Жилые помещения лодки занимали верхнюю часть 4-го и 6-го отсеков. Спальные места подводников размещались на 49 койках, при этом жилые помещения были, насколько это возможно, освобождены от хождения через них занятых своими обязанностями членов экипажа. Другие новшества, применённые на подводных лодках типа XXI для улучшения условий обитаемости, включали в себя систему кондиционирования воздуха, опреснительную установку, душевую кабину с горячей водой, санитарные баллоны, позволяющие пользоваться гальюнами в подводном положении, шлюзовые устройства удаления отходов и отбросов, холодильники.

### Вооружение

#### Торпедное вооружение

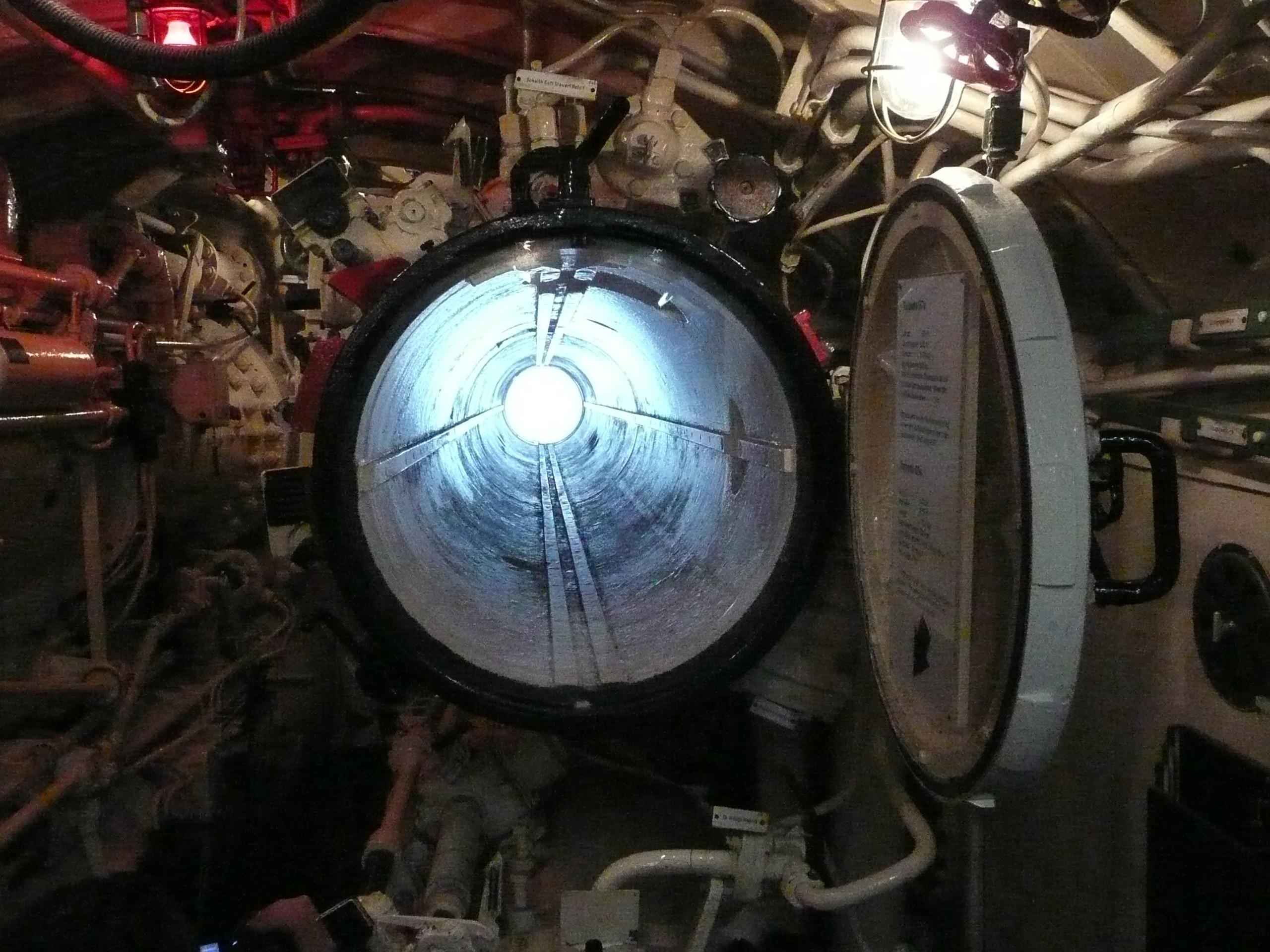
Вид изнутри на торпедный аппарат музейной U-2540

Торпедное вооружение лодок типа XXI составляли шесть торпедных аппаратов калибра 533 мм, размещавшихся в два вертикальных ряда в носу лодки, внутри прочного корпуса. Торпедные аппараты — стальные, трубчатого типа, обеспечивавшие пуск торпед с глубины до 50 метров.
Штатный боекомплект лодок составлял 30 торпед, включая 6 находившихся в торпедных аппаратах и 24 располагавшихся на стеллажных укладках перед ними. Подводные лодки оборудовались электромеханическим устройством быстрого заряжания, состоявшим из передвигавшихся по рельсам зарядных тележек и позволявшим дать после первого залпа второй через 4 минуты.

#### Артиллерийское вооружение
Зенитное вооружение лодок типа XXI составляли 4 (2×2) 20-мм автоматические пушки Flak C/38. Орудия размещались в башенных установках, имевших лёгкое противопульное и противоосколочное бронирование и располагавшихся в оконечностях ограждения рубки, будучи вписаны в её обводы. В подводном положении башни автоматически убирались внутрь рубки. Управление башнями могло осуществляться как непосредственно, так и при помощи электромеханических приводов изнутри прочного корпуса. Боекомплект пушек составлял 4000 (по 1000 на 1 пушку) снарядов.

### Радиоэлектронное и навигационное оборудование
Лодки XXI серии были оборудованы новейшими гидрофонами, позволявшими обнаруживать групповые цели на расстояние до 100 км, сонаром и «балконными устройствами» (по сути первыми фазированными гидроакустическими массивами), расположенными в носовой части под торпедными аппаратами. Это позволяло фиксировать, опознавать, разделять и атаковать групповые цели в отсутствие визуального контакта.
- Сонар «Нибелунг» с мощностью 5 кВт и рабочей частотой 15 кГц. Длительность импульса 20 мс. Для передачи использовались магнитострикционные излучатели, установленные в носовой части ограждения рубки. Принимаемые эхо-сигналы обрабатывались аналоговой вычислительной машиной, и данные для стрельбы вводились непосредственно в торпеды. Угол обзора составлял около 100 градусов по направлению вперед, с точностью определения направления на цель около 0,5 градуса. В зависимости от состояния воды, дальность определения цели состояла от двух до четырёх морских миль с погрешностью 2 %. Цель отображалась на электронно-лучевой трубке. Для измерения относительной скорости цели использовался эффект Доплера, определение направления на цель вычислялось по разности фаз.
- Шумопеленгаторная станция «GHG-Anlage», антенна которой состояла из 144 гидрофонов и размещалась в килевой части носовой оконечности под обтекателем («балконном» устройстве). При благоприятных условиях шумопеленгатор обнаруживал одиночные цели на дистанции до 20 км, а групповые до 100 км, со средней точностью 1 градус.
- Гирокомпас с 6 репитерами.
- Эхолот 30 кГц с диапазонами измеряемых глубин от 0 до 1000 метров.
- Бинокулярный перископ длиной 5000 мм и вертикальным углом наклона от −10 до +90 градусов.
- Подводный телефон на частоте 4120 Гц.
- Приёмник-пеленгатор с убирающейся рамочной антенной.
- Коротковолновый приемник T8K44 «Кёльн».
- Длинноволновый приемник T3Pl Lä38 (Telefunken) с диапазонами 15–33 кГц и 70–1.260 кГц.
- Передатчик 200 Вт на диапазон 3–23 МГц
- Передатчик 40 Вт на диапазон 3–16,5 МГц
- Передатчик 150 Вт на длинноволновый диапазон.
- Приёмопередатчик 10 Вт на УКВ (радио)
- Радиолокационная станция «FuMO65», которая могла использоваться только в надводном положении. В дальнейшем планировалось использовать РЛС с выдвижной антенной, которая могла работать на перископной глубине.
- Шифровальная машина «Enigma» с четырьмя роторами (планировалась с пятью).
- Устройство для сжатия передаваемых по радио данных.

## Боевое применение
Единственной подводной лодкой типа XXI, вышедшей в боевой поход под флагом Кригсмарине, стала U-2511. 30 апреля 1945 года она под командованием А. Шнее вышла из порта Бергена в Норвегии для охоты на конвои в западной Атлантике.
1 мая у восточного побережья Великобритании, двигаясь на перископной глубине, она встретилась с группой британских охотников за подводными лодками, но благодаря эффективным навигационным средствам и преимуществу в скорости сумела уйти от них. 4 мая был отдан приказ о прекращении подводной войны, и U-2511 легла на обратный курс. В районе Фарерских островов она встретилась с группой британских кораблей, включавшей тяжёлый крейсер «Норфолк» и несколько эсминцев. Лодка, двигаясь на моторах подкрадывания, вышла на позицию для атаки крейсера, но приказа на открытие огня командир не отдал, и U-2511 скрылась, так и оставшись незамеченной британцами.
Помимо неё, U-3008, проходя через пролив Скагеррак у берегов Норвегии, попыталась выйти в атаку на неустановленный крупный британский корабль, но, как и U-2511, отказалась от своих намерений. Ещё около десятка лодок типа XXI, пытавшихся в эти дни уйти в Норвегию, были потоплены в балтийских проливах авиацией антигитлеровской коалиции.

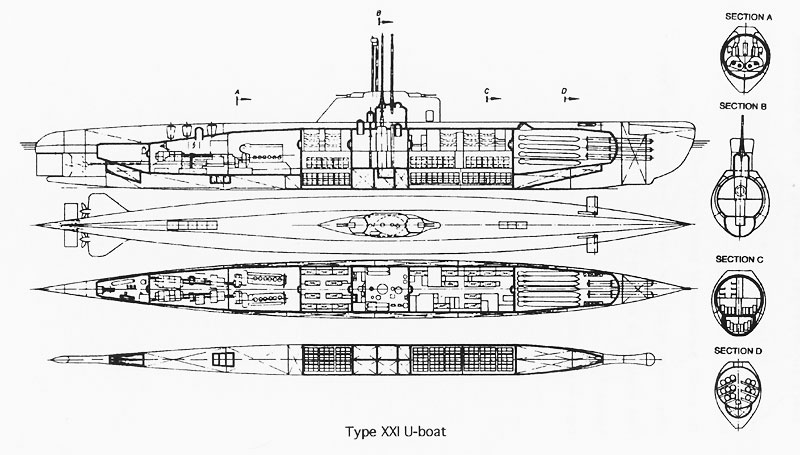
Диаграмма подводной лодки типа XXI
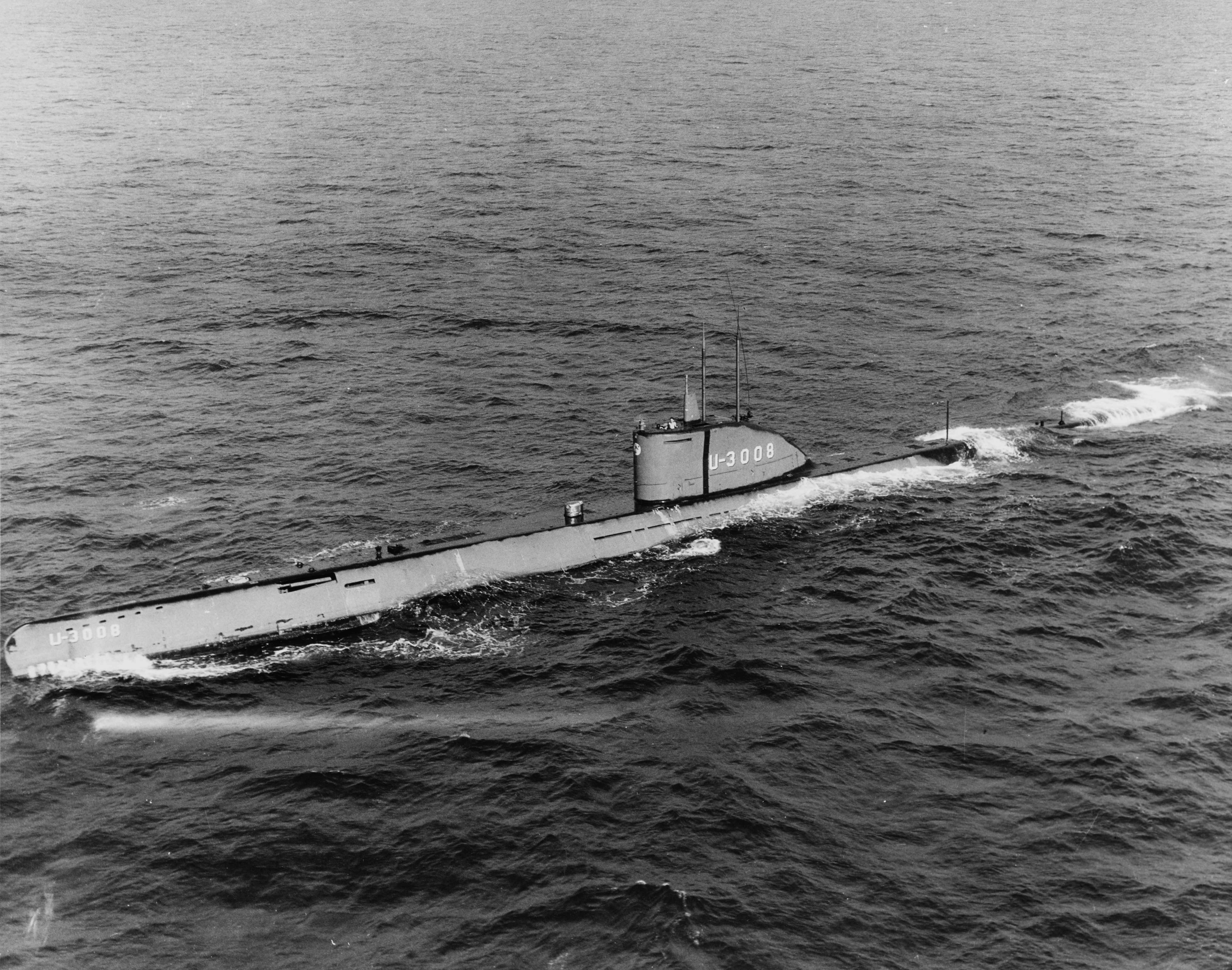
U-3008 в составе ВМС США во время морских испытаний

## Оценка проекта
Подлодки XXI серии оказали влияние на всё послевоенное подводное судостроение.
В проекте был применен ряд революционных новшеств — электромеханическое заряжение торпедных аппаратов, гидроакустический комплекс, позволяющий атаковать без визуального контакта, увеличенные аккумуляторные батареи, каучуковое покрытие, затрудняющее работу гидролокаторов противника, а также устройство пузырьковой завесы. Шпангоуты впервые были вынесены наружу прочного корпуса, это позволило увеличить пространство внутри лодки и упростить проведение всевозможных коммуникаций и размещение оборудования. Впервые подлодки проектировались для подводного плавания в течение всего автономного похода.

### Развитие проекта
После войны на базе типа XXI были созданы следующие проекты подводных лодок:
- СССР — проект 611, проект 613
- Швеция — тип «Хайен»
- Великобритания — модернизация лодок типа «Т»
- Франция — тип «Нарвал»
- США — тип «Tang» (1949—1952) и в дальнейшем работы по программам GUPPY.

## Лодки XXI серии в СССР
В Советском Союзе трофейным субмаринам присвоили наименование «проект 614». U-3515 переименовали в Н-27 (Н — немецкая), затем в Б-27; U-2529 соответственно в Н-28 и Б-28, U-3035 в Н-29 и Б-29, U-3041 в Н-30 и Б-30. Эти четыре подводные лодки прослужили до 1957–1958 годов, потом стали учебными, причем Б-27 сдали на слом только в 1973 году.

## Сохранившиеся экземпляры
После войны сохранились четыре лодки типа XXI. U-2540, поднятая в 1957 году, получившая имя «Вильгельм Бауэр» и служившая опытовым судном, с 1984 года является музеем в Бремерхафене.
Ещё три лодки типа XXI (U-2505, U-3004 и U-3506) считавшиеся пропавшими без вести, в 1987 году были обнаружены во взорванном гамбургском бункере «Эльбе II». Все три лодки находились в плохом техническом состоянии, в 1950-х годах американскими войсками с лодок были частично сняты дизели и электромоторы. U-3506 придавлена и повреждена упавшими бетонными балками перекрытий. 
В том же году остатки «Эльбе-II» были снесены и засыпаны, вместе с тремя лодками, для строительства портовых сооружений.